# ATS HS1
El ATS HS1 fue un monoplaza de Fórmula 1 utilizado por ATS durante la temporada de Fórmula 1 de 1978. Fue diseñado por John Gentry y Robin Herd.

## Resultados

### Fórmula 1
(Clave) (negrita indica pole position) (cursiva indica vuelta rápida)

| Año     | Motor                    | Neu. | N.º | Pilotos             | 1   | 2   | 3   | 4   | 5   | 6   | 7   | 8   | 9   | 10  | 11  | 12  | 13  | 14  | 15  | 16  | Puntos | Pos. |
| ------- | ------------------------ | ---- | --- | ------------------- | --- | --- | --- | --- | --- | --- | --- | --- | --- | --- | --- | --- | --- | --- | --- | --- | ------ | ---- |
| 1978    | Ford-Cosworth DFV 3.0 V8 | G    |     |                     | ARG | BRA | RSA | USW | MON | BEL | ESP | SWE | FRA | GBR | GER | AUT | NED | ITA | USA | CAN | 0      | NC   |
| 1978    | Ford-Cosworth DFV 3.0 V8 | G    | 9   | Jochen Mass         | 11  | 7   | Ret | Ret | DNQ | 11  | 9   | 13  | 13  | NC  | Ret | DNQ | DNQ |     |     |     | 0      | NC   |
| 1978    | Ford-Cosworth DFV 3.0 V8 | G    | 9   | Michael Bleekemolen |     |     |     |     |     |     |     |     |     |     |     |     | DNQ | DNQ | Ret | DNQ | 0      | NC   |
| 1978    | Ford-Cosworth DFV 3.0 V8 | G    | 10  | Jean-Pierre Jarier  | 12  | DNS | 8   | 11  | DNQ |     |     |     |     |     | DNQ |     |     |     |     |     | 0      | NC   |
| 1978    | Ford-Cosworth DFV 3.0 V8 | G    | 10  | Alberto Colombo     |     |     |     |     |     | DNQ | DNQ |     |     |     |     |     |     |     |     |     | 0      | NC   |
| 1978    | Ford-Cosworth DFV 3.0 V8 | G    | 10  | Keke Rosberg        |     |     |     |     |     |     |     | 15  | 16  | Ret |     |     |     |     |     |     | 0      | NC   |
| 1978    | Ford-Cosworth DFV 3.0 V8 | G    | 10  | Hans Binder         |     |     |     |     |     |     |     |     |     |     |     | DNQ |     |     |     |     | 0      | NC   |
| 1978    | Ford-Cosworth DFV 3.0 V8 | G    | 10  | Harald Ertl         |     |     |     |     |     |     |     |     |     |     |     |     |     | DNQ |     |     | 0      | NC   |
| Fuente: |                          |      |     |                     |     |     |     |     |     |     |     |     |     |     |     |     |     |     |     |     |        |      |